# Kulturstiftung Hansestadt Lübeck
Die Kulturstiftung Hansestadt Lübeck ist eine Stiftung der Hansestadt Lübeck und der Träger des Buddenbrookhauses und des Günter-Grass-Hauses. Seit dem 1. Januar 2006 hat sie die Geschäftsführung für alle städtischen Museen in Lübeck inne, die jedoch weiterhin in der Trägerschaft der Hansestadt Lübeck verbleiben. Die zusammengefassten Museen sind neben der Stiftung Schleswig-Holsteinische Landesmuseen der größte Museumsverbund in Schleswig-Holstein.
Dem Stiftungsrat gehören auch die großen Lübecker Stiftungen des bürgerlichen Rechts wie die Possehl-Stiftung sowie Vertreter der Bundes- und Landesregierung an. Die Stiftung ist Mitglied im Arbeitskreis selbständiger Kultur-Institute.
Die Stiftung hat ihren Sitz im Brömserhof in der Schildstraße 12–14. Direktor ist seit 2023 Tilmann von Stockhausen als Nachfolger von Hans Wißkirchen.

## Unterstellte Häuser
Museum im Holstentor, Behnhaus/Drägerhaus, Museumsquartier St. Annen mit Kunsthalle, Museumskirche St. Katharinen, Museum für Natur und Umwelt Lübeck, die völkerkundliche Sammlung im Zeughaus, das Industriemuseum Geschichtswerkstatt Herrenwyk, Buddenbrookhaus und Günter-Grass-Haus.

## Leiter Museum für Kunst und Kulturgeschichte (seit 1946)
- 1946–1955: Hans Arnold Gräbke
- 1956–1974: Fritz Schmalenbach
- 1974–1985: Wulf Schadendorf
- 1986–1999: Gerhard Gerkens
- 2000–2016: Thorsten Rodiek